# Christmas Shopper Simulator
Christmas Shopper Simulator es un videojuego sandbox desarrollado por Freak Storm Games y publicado por el minorista británico Game. El juego se lanzó el 16 de diciembre de 2014 como promocional freeware para la empresa.

## Jugabilidad
Los jugadores controlan un avatar masculino o femenino dentro de un centro comercial. Los jugadores pueden utilizar el motor de física del juego para destruir el entorno, aunque esto no proporciona ninguna recompensa específica al jugador. El objetivo del juego es completar todas las misiones, que se pueden obtener usando un teléfono público en el juego. Las misiones del juego incluyen abrir cajas con patadas para obtener una máscara de panda y saltar sobre plataformas de mantenimiento para obtener una muñeca. La finalización completa requiere que el jugador obtenga todos los logro. La destrucción de forma libre del juego se comparó con Goat Simulator.

## Recepción
Christmas Shopper Simulator fue recibido favorablemente tras su lanzamiento. El juego también es popular entre las comunidades de jugadores, con numerosos canales YouTube de alto perfil que producen videos Let's Play del juego.

## Secuela
Game lanzó una secuela titulada Christmas Shopper Simulator 2: Black Friday al año siguiente.